# True Blood (4.ª temporada)
A quarta temporada de True Blood estreou em 2011.

## Episódios
| Temporada # | Total # | Título                            | Dirigido por        | Escrito por   | Estreia                | Audiência em milhões (EUA) |
| --- | ------- | --------------------------------- | ------------------- | ------------- | ---------------------- | -------------------------- |
| 1 | 37      | "She's Not There"                 | Michael Lehmann     | Alexander Woo | 26, Junho, 2011        | 5.42                       |
| Sookie viaja para longe de Bon Temps; Eric e Bill tentam reconquistar o público humano; Jason descobre que nenhuma boa ação fica impune; Tara encontra refúgio em bairros próximos; Sam cria laços com seus iguais; Hoyt e Jessica debatem o cardápio do jantar; Jesus insiste para Lafayette participar de um encontro de bruxas; Terry tenta atenuar os temores de Arlene sobre o bebê. |         |                                   |                     |               |                        |                            |
| 2 | 38      | "You Smell Like Dinner"           | Scott Winant        | Brian Buckner | 3 de julho de 2011     | 2.90                       |
| Sookie se ajusta as novas realidades de Bon Temps; Bill revela partes do seu passado; Eric cai em uma reunião de bruxas; Jason começa a lamber suas feridas; Andy luta contra seu vicio; Sam descobre os talentos de Luna; Jessica satisfaz seu desejo por sangue; Arlene testemunha o estranho comportamento de sua família. |         |                                   |                     |               |                        |                            |
| 3 | 39      | "If You Love Me, Why Am I Dyin'?" | David Petrarca      | Alan Ball     | 10 de julho de 2011    | 5.04                       |
| Sookie faz um acordo com Eric, e se reconecta com Alcide; Bill pune um vampiro errante e da conselhos a Jessica sobre seu sentimento de culpa; Jason é moldado como um salvador relutante; Os olhos de Tommy analisam e alienam Sam; Marnie trabalha seus novos poderes; Pam entrega um ultimato para Lafayette, Tara e Jesus; Eric estraga a Reunião das Fadas. |         |                                   |                     |               |                        |                            |
| 4 | 40      | "I'm Alive and on Fire"           | Michael Lehmann     | Nancy Oliver  | 17 de julho de 2011    | 5.10                       |
| Alcide ajuda Sookie a caçar para Eric; Marnie procura orientação para quebrar um feitiço; Bill descobre uma ligação comum com os Bellefleurs; Jason implora pela libertação dos Hotshot’s; Sam penetra em um circulo intimo de Luna; Arlene vê a escrita na parede; Tommy retorna a suas raizes. |         |                                   |                     |               |                        |                            |
| 5 | 41      | "Me and the Devil"                | Daniel Minahan      | Mark Hudis    | 24 de julho de 2011    | 5.26                       |
| Sookie alimenta Eric; Bill se envolve pessoalmente na crise com os feiticeiros; Pam pega o Véu; Sam se torna cúmplice de Tommy; Arlene e Terry olham à religião para resolver seu problema; Jesus e Lafayette vão ao México para aproveitarar o poder de um shaman; Jason se recupera. |         |                                   |                     |               |                        |                            |
| 6 | 42      | "I Wish I Was the Moon"           | Jeremy Podeswa      | Raelle Tucker | 31 de julho de 2011    | 5.19                       |
| Sookie Procura por Jason na Lua Cheia; Marnie se conecta com os espíritos do passado; Arlene e Terry lidam com um inferno suspeito; Debbie tenta convencer Alcide para se juntar a uma comunidade nova dos lobisomens; Tommy troca de lugar com Sam; Lafayette sente os espíritos no México; Eric se rende a vontade do seu Rei. |         |                                   |                     |               |                        |                            |
| 7 | 43      | "Cold Grey Light of Dawn"         | Michael Ruscio      | Alexander Woo | 7 de agosto de 2011    | 5.14                       |
| Com Marnie possuída por espíritos dos mortos, Bill coordena uma impopular missão pra salvar os vampiros da luz. Eric abraça sua amnésia; Luna descobre que Sam não é o homem que pensava; Lafayette expande sua consciência; Pam toma uma pílula; o encontro de Andy com Holly não vai como planejava; Jessica tem duvidas sobre seu futuro com Hoyt; Alcide e Debbie se juntam à uma nova matilha. |         |                                   |                     |               |                        |                            |
| 8 | 44      | "Spellbound"                      | Daniel Minahan      | Alan Ball     | 14 de agosto de 2011   | 5.30                       |
| Como Bill e Marnie caminham para um perigoso confronto à meia-noite, Sookie e Eric juram fidelidade ao rei. Jason está atormentado entre amizade e paixão; Jessica é expulsa de duas casas. Lafayette torna-se o peão de um espírito atormentado; Tommy toma o lugar de outro; Sam depara-se com outro adversário: Marcus, o ex de Luna que é o líder da nova matilha de Alcide. |         |                                   |                     |               |                        |                            |
| 9 | 45      | "Let's Get Out of Here"           | Romeo Tirone        | Brian Buckner | 21 de agosto de 2011   | 5.53                       |
| Convalescendo de seu ultimo trauma de quase morte, Sookie imagina um mundo no qual há espaço na sua vida tanto pra Bill quanto Eric. Jesus tenta expulsar o incansável espírito de Lafayette; Marcus escolhe Alcide para ajudá-lo com a situação de Sam; Bill e Nan Fanagan confrontam sobre suas agendas; Hoyt pede a Jason pra fazer uma entrega para Jessica. Apesar das duvidas de Tara e Holly, Marnie arma o próximo passo contra os vampiros durante o “Festival da Tolerancia”, um evento de Shreveport. |         |                                   |                     |               |                        |                            |
| 10 | 46      | "Burning Down the House"          | Lesli Linka Glatter | Nancy Oliver  | 28 de agosto de 2011   | 5.31                       |
| A situação fica feia em Shreveport, e Sookie convoca seus poderes para salvar Bill. Nesse processo, quebra um feitiço e faz Marnie/Antonia reavaliar sua missão. Jason pede a Jessica hipnotizá-lo pelo bem de Hoyt; Terry arrasta Andy pro “Forte Bellefleur” para uma intervenção; Alcide reconsidera sua lealdade após a luta de Marcus contra Tommy. Jesus, junto com Sookie, Lafayette e Jason, tentam quebrar as defesas do “Moongodess Emporium” para libertar Tara e Holly, enquanto Bill lidera uma brigada de vampiros empenhados em explodir o lugar. |         |                                   |                     |               |                        |                            |
| 11 | 47      | "Soul of Fire"                    | Miachel Lehmann     | Mark Hudis    | 4 de setembro de 2011  | 4.39                       |
| No momento em que o confronto entre as bruxas e os vampiros atinge seu ápice, Sookie convoca seus poderes de fada para evitar que Marnie enfeitice Bill, Eric e Pam em uma marcha suicida Enquanto isso, Jesus lança um feitiço secreto para liberar Antonia e quebrar as defesas mortais da bruxa. Sam chega num consenso com Marcus; Alcide confronta Debbie sobre sua lealdade; Andy encontra inesperada paixão na floresta; Lafayette é consumido pelo passado. |         |                                   |                     |               |                        |                            |
| 12 | 48      | "And When I Die"                  | Scott Winant        | Raelle Tucker | 11 de setembro de 2011 | 5.05                       |
| É Samhain, o dia santo das bruxas, e os espíritos dos mortos surgem em Bon Temps, trazendo para Sookie importantes aliados para combater a nova encarnação de Marnie. O último encontro mediúnico de Lafayette coloca em perigo seu relacionamento com Jesus; Jason descobre que confessar é bom para a alma, mas não para o corpo. Alcide faz um apelo urgente para a mulher que ama. Terry recebe uma visita inesperada no Merlotte's; Sam e Luna imaginam um final de conto de fadas, pelo menos uma vez. Nan esgosta as suas boas vindas para Bill e Eric. Conforme a quarta temporada chega a uma conclusão arrasadora, Debbie enfrenta Sookie e Tara com conseqüências mortais, enquanto os habitantes de Bon Temps encaram uma nova crise com um rosto familiar. |         |                                   |                     |               |                        |                            |